# ダールヴィーク

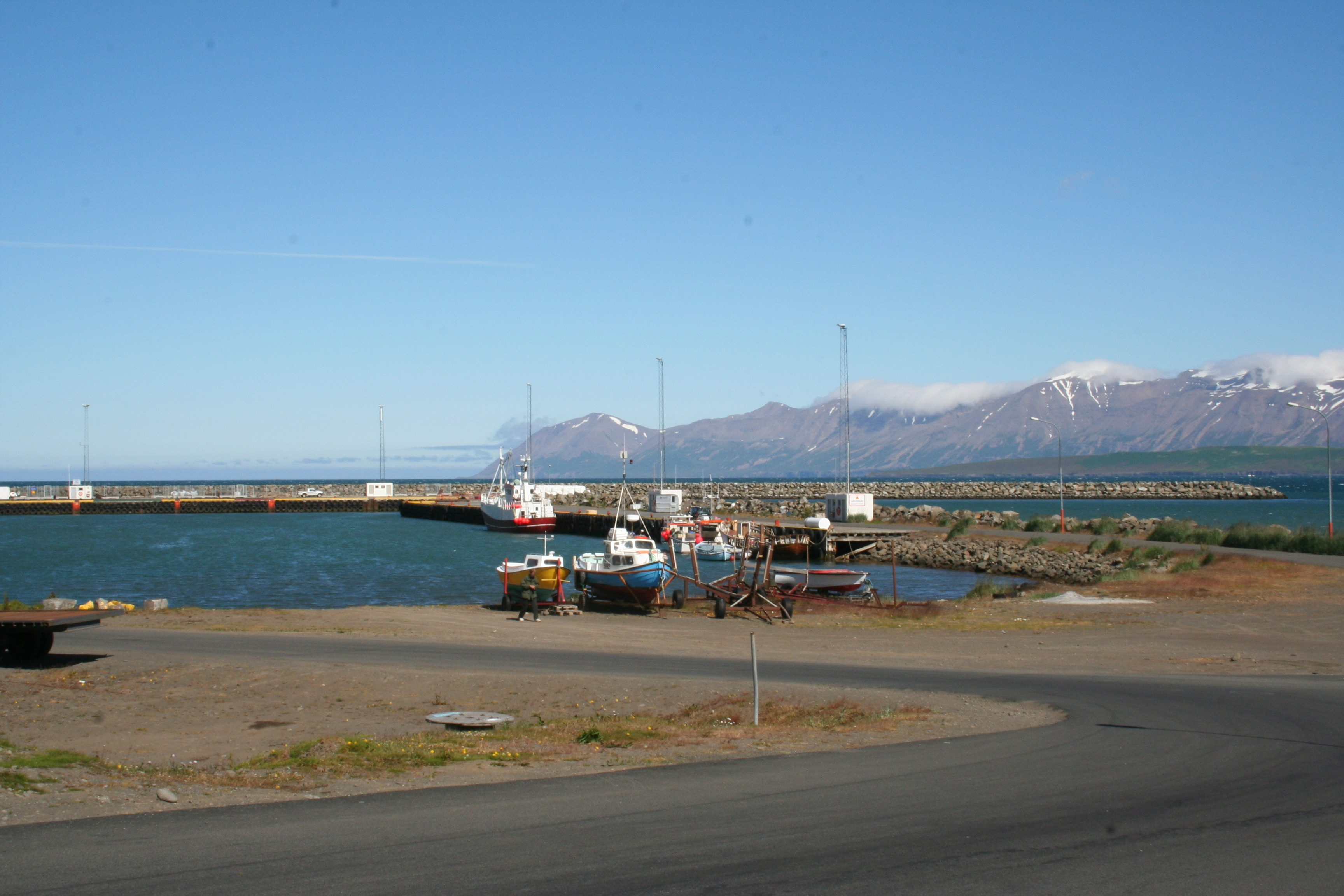
ダールヴィークの港

ダールヴィーク(Dalvík)は、アイスランド・北アイスランド東部の自治体であるダールヴィークルビッグズの中心となる村である。エイヤ・フィヨルドに面している。
人口は約1,400人である。
Dalvíkという地名のDalは谷（英語のdale）、víkは入り江（英語のbay）を意味する。

## 交通
ダールヴィーク港があり、交通と漁業に使用されている。ダールヴィーク港からグリムセイ島へのフェリーの便がある。

## 文化
8月第1月曜日の直後の日曜日にはFiskidagurinn mikliという祭が開かれ、約3万人が訪れる。祭では、地域の水産加工会社による魚料理が無料でふるまわれる。

## スポーツ
ダールヴィークには、アイスランドで最も有名なスキー場の一つであるBöggvisstaðafjallスキー場がある。ダールヴィークからは、オリンピックを始めとする世界大会でアイスランド代表となったスキー選手を多く輩出している。

## 経済
村の主要な産業は漁業と水産加工業である。また、ホエールウォッチングやヘリスキー目当ての観光客も訪れる。

## 出身者
- ヘイザル・ヘルグソン - サッカー選手